# Moritz Ludwig George Wichmann
Moritz Ludwig George Wichmann (ur. 1821, zm. 1859) – niemiecki astronom, student Friedricha Bessela. Zajmował się obserwacjami planetoid. W 1853 roku opublikował obliczenia paralaksy gwiazdy Groombridge 1830.
Jego nazwiskiem zostały nazwane:
- Wichmann – krater na Księżycu[1]
- (7103) Wichmann – planetoida pasa głównego.